# Wesley Lautoa
Wesley Lautoa (Épernay, 25 de agosto de 1987) é um futebolista profissional francês de origem de Wallis e Futuna, que atua como zagueiro.

## Carreira
Wesley Lautoa começou a carreira no Épernay Champagne.